# Војислав Даниловић
Војислав Даниловић (Чичево Горње код Требиња, 6. април 1910 — Париз, 24. октобар 1981) био је српски лекар интерниста и члан Српске академије наука и уметности.

## Живот
Рођен је свештеничкој породици у Чичеву Горњем код Требиња. Медицински факултет је заршио у Београду, где је од 1963. био редовни професор, а 1964—67 био је декан. У периоду 1966—78, био је директор Интерне „Б“ клинике у Београду. Објавио је више од 300 радова.
Војислав Даниловић је био један од оснивача Алерголошке секције Српског лекарског друштва и Удружења алерголога Југославије и истакнуту нефролог. Био је председник и почасни председник Удружења за алергологију и клиничку имунологију Југославије, као и Српског Лекарског друштва.
Дописни члан САНУ постао је 1965, а од 1974 је редовни члан.
Међу многобројним признањима добио је Седмојулску награду 1979, Орден рада са црвеном заставом 1973, Орден заслуга за народ са златном звездом 1979 и Годишњу наградау Српског лекарског друштва 1975.